# Juan VI de Werle
Juan VI, señor de Werle-Waren-Goldberg (n. después de 1341; m. después del 16 de octubre de 1385) fue señor de Werle-Goldberg desde 1382 hasta 1385.
Era el hijo de Bernardo II de Werle e Isabel, hija de Juan III de Holstein-Plön.
Reinó junto con su padre y después de la muerte de su padre en 1382 en solitario, sobre los señoríos de Werle-Goldberg y Werle-Waren.  Se casó con Inés, hija de Nicolás IV de Werle-Goldberg. No se sabe cuándo murió. En un documento datado el 16 de octubre de 1395, se le menciona como vivo. Se sabe que murió antes de 1395.

## Descendencia
- Nicolás V, señor de Werle-Waren-Goldberg
- Cristóbal, señor de Werle-Waren-Goldberg
- Inés, una monja en Malchow (m. después del 21 de octubre de 1449)
- Mirislava (m. después del 28 de noviembre de 1436)